# تاناکراس (آلاسکا)
تاناکراس (به انگلیسی: Tanacross) شهری در ناحیه سرشماری ساوت‌ایست فیربنکس، آلاسکا ایالت آلاسکا است که جمعیت آن در سرشماری سال ۲۰۰۰ میلادی ۱۴۰ نفر بوده‌است.